# Anii 1740
Anii 1740 au fost un deceniu care a început la 1 ianuarie 1740 și s-a încheiat la 31 decembrie 1749.